# الأنر سيركل ( فريق مصارعة )
الإنر سيركل بالإنجليزية The Inner Circle والتي تترجم بالعربية إلي الدائرة الداخلية هو فريق مصارعة محترفين أمريكي تم تشكيله في الأتحاد الأمريكي لمصارعة المحترفين آول إليت ريسلينغ (AEW)، والذي تم إنشاؤه وقيادته بواسطة المصارع المخضرم كريس جيركو ويتألف حاليًا من أعضاء الأصليين هم جاك هايغر وسانتانا وأورتيز بالإضافة إلى أعضاء لاحقين إم جي أف وواردلو. كان سامي جيفارا أيضًا عضوًا من المؤسسين، لكنه غادر الفريق في فبراير 2021 بسبب عدائه الأخير مع إم جي أف.

## التاريخ
في عرض All Out 2019 الذي أقيم في 31 أغسطس 2019، أصبح كريس جيريكو أول بطل عالمي في أتحاد AEW بعد فوزه على آدم بيج. في نفس الحدث، ظهر سانتانا وأورتيز لأول مرة في AEW وقاما بمهاجمة نيك جاكسون ولوتشا براذرز.
في العرض الأسبوعي الأول من إيه إي دبليو دايناميت في 2 أكتوبر 2019، في الحدث الرئيسي في الليلة، هُزم كيني أوميغا واليونغ باكس أمام جيريكو وسانتانا وأورتيز. بعد المباراة، ظهر جيك هاجر لأول مرة في AEW وقام بمساعدة جيركو وسامي جيفارا وسانتانا وأورتيز من خلال مهاجمة اليانج باكس وداستن رودس وكودي. في 9 أكتوبر 2019 في الحلقة التالية من دايناميت، كشفت جيركو عن أسم الفريق بشكل رسمي وهو «الإنر سيركل».
استمر نجاح الإنر سيركل في عرض 2019 Full Gear الذي أقيم يوم 9 نوفمبر 2019، حيث هزم عضوي فريق الإنر سيركل سانتانا وأورتيز فريق اليانج باكس وكانت هذه بمثابة مباراة أحلام بالنسبة لعديد من عشاق المصارعة حول العالم بينما نجح جيركو في الاحتفاظ ببطولة AEW العالمية بعد فوزه علي كودي بمساعدة من أم جي أف. في حلقة الفول أوت دايناميت بعد عرض Full Gear ، تحدى جيركو وجيفارا فريق سوكال إنسورسيد (فرانكي كازاريان وسكوربيو سكاي) في نزال علي بطولة AEW للفرق، لكنهم فشلوا في الفوز عندما قام سكاي بتثبيت جيركو، مما تسبب بحصول جيركو علي صدمة بتلقيه أول خسارة له في AEW. في حلقة 27 نوفمبر 2019 من عرض دايناميت ، دافع جيركو بنجاح عن البطولة العالمية ضد سكوربيو سكاي. في ديسمبر دخل جيركو مع جون موكسلي في عداوة، وعرض عليه مكانًا في المجموعة    وأيضًا جلب جيف كوب كـ «مرتزقة» لمهاجمة موكسلي.  على الرغم من كل هذا، تمكن جون موكسلي من هزم جيركو ليفوز ببطولة AEW العالمية في عرض Revolution 2020 الذي أقيم في 29 فبراير 2020، منهياً فترة حمل جيركو لبطولة AEW العالمية التي أستمرت لمدة 182 يومًا.
خلال الأسابيع التالية، دخل فريق الإنر سيركل في عداوة فريق الإيليت وبروكين " مات هاردي" ، وبلغت العداوة ذروتها في عرض Double or Nothing 2020 في أول مباراة ستاد ستامبيد على الإطلاق والتي أنتهت بفوز الإيليت علي الإنر سيركل بواسطة تثبيت كيني أوميغا لـسامي جيفارا.
في حلقة 29 يوليو 2020 من دايناميت، هُزم جيركو مع الإنر سيركل من قبل فريق أفضل الأصدقاء (تشاك تيلور وترينت وأورانج كاسيدي) وفريق جوريسك إيكسبريس (لوتشاسوروس وجانجل بوي) مع ماركو ستانت.
في 7 نوفمبر 2020 في عرض Full Gear 2020، أصبح كل من ام جي اف وواردلو أحدث أعضاء الفريق بعد أن هزم إم جي اف جيركو.  وفي حلقة 16 ديسمبر 2020 من عرض، تعاون جميع أعضاء الإنر سيركل، باستثناء واردلو، لهزيمة فريق أفضل الأصدقاء (ترينت وتشاك تيلور) وفريق توب فايت (داريوس ودانتي مارتن) وفريق فريسيتي بلوندز (بيلي مان جونيور وجريف جاريسون) في مباراة فريق مكونة من 12 لاعبًا.  
في عرض نير إير سماش 2020 لـ AEW ، هزم واردلو جايك هايجر باحترام متبادل بعد ذلك.
في الحلقة 10 فبراير 2021 من عرض دايناميت ، بعد أسابيع من التوتر المتزايد بين إم جي اف وجيفارا، هاجم جيفارا إم جي اف بعد مواجهة خلف الكواليس أدت إلى إصابة إم جي إف في أحد الضلوع في أحد السيناريوهات. في وقت لاحق من الحلقة، بعد فوز أم جي أف على فريق الأكليميد (أنتوني بوينز وماكس كاستر) في مباراة فرق، أعلن جيفارا رحيله عن فريق الإنر سيركل.
في حلقة 10 مارس 2021 من عرض دايناميت، تم عقد «مجلس حرب» لفريق الإنر سيركل، حيث دخل جيفارا وكشف أن أم جي أف خطط لقلب فريق الإنر سيركل علي زعيمهم كريس جيركو وأخبر جيركو بأن الأخير عرض علي سانتانا وأورتيز وهاجير الانضمام إليه، حيث أظهر جيفارا الدليل الدامغ علي صحة كلامه بعد أن عرض تسجيل قد سجله سراً للإتفاق الدائر بين أم جي أف وبقية الأعضاء، وقام الثلاثة بتزييفه إدعاء جيفارا لفضح خيانة أم جي أف، مما دفع جيركو إلى طرد الأخير من الفريق. لكن أم جي أف قام بتجهيز خُطة بديلة حيث أنه قام بإنشاء فريقه الخاص وأعلن عن أعضاءه وهم واردلو وفريق أف تي أر وشون سبيرز وتولي بلانشارد الذين ظهروا وهاجموا فريق الإنر سيركل بعنف، مما جعلهم يردون علي هذا التحالف. وقد أعلن جيفارا بعودته إلي الفريق بعدما قام بمساعدة رفاقه علي صد تحالف أم جي أف الجديد.

## الأعضاء
| * | عضو مؤسس |
| ز | زعيم     |

### الأعضاء الحاليين
| أسم العضو   | أسم العضو | تاريخ الإنضام                                       |
| ----------- | --------- | --------------------------------------------------- |
| كريس جيركو  | * ز       | أكتوبر 9, 2019                                      |
| جاك هاغر    | *         | أكتوبر 9, 2019                                      |
| سانتانا     | *         | أكتوبر 9, 2019                                      |
| أورتيز      | *         | أكتوبر 9, 2019                                      |
| سامي جيفارا | *         | من أكتوبر 9, 2019 إلي فبراير 10, 2021 مارس 10, 2021 |

### الأعضاء السابقين
| أسم العضو | تاريخ الإنضام  | تاريخ المغادرة |
| --------- | -------------- | -------------- |
| أم جي أف  | نوفمبر 7, 2020 | مارس 10, 2021  |
| واردلو    | نوفمبر 7, 2020 | مارس 10, 2021  |

### الجدول الزمني
أعتباراً من مارس 11, 2025.

## مجموعات فرعية

### الفرق الحالية
| أسم الفربق التابع | أعضاء                | الفترة                | ملاحظات    |
| ----------------- | -------------------- | --------------------- | ---------- |
| سانتانا وأورتيز   | سانتانا وأورتيز      | 2019 إلى الوقت الحاضر | فريق ثنائي |
| أم جي إف وجيركو   | أم جي أف كريس جيريكو | 2020 إلى الوقت الحاضر | فريق ثنائي |

### الفرق السابقة
| أسم الفريق التابع | الأعضاء                 | الفترة    | ملاحظات    |
| ----------------- | ----------------------- | --------- | ---------- |
| جيركو وجيفارا     | سامي جيفارا كريس جيريكو | 2019-2020 | فريق ثنائي |
| جيركو وهاجر       | كريس جيريكو جيك هاجر    | 2020      | فريق ثنائي |
| سامي وهاجر        | سامي جيفارا جيك هاجر    | 2021      | فريق ثنائي |

## البطولات والإنجازات
- أول إيليت ريسلينغ
  - بطولة AEW العالمية (مرة واحدة) - كريس جيركو [17]
  - خاتم الديناميت الماسي (2020) - أم جي أف [18]
  - جوائزالديناميت (مرتين)
    - «بلانشارد ريبورت أفضل لحظات العروض الشهرية» (2021) - مباراة مباراة ستاد ستامبيد (النخبة ضد الإنر سيركل) في عرض Double or Nothing 2020
    - «القفرة الكبري» (2021) - الإنر سيركل يهاجمون أورانج كاسيدي في عرض دايناميت (بتاريخ 10 يونيو 2020)
- سي بي اس سبورتس
  - أسوأ لحظة في العام (2020) - سامي جيفارا ضد مات هاردي في عرض All out 2020 [19]
- برو ريسلينغ إليزسترتيد
  - تم تصنف جيركو كالمصارع رقم 3 من بين أفضل 500 مصارع فردي طبقاً لتصنيف PWI 500 في عام 2020
  - حصل جيفارا على المرتبة 61 من بين أفضل 500 مصارع فردي طبقاً لتصنيف PWI 500 في عام 2020
  - حصل سانتانا علي المرتبة رقم 126 من بين أفضل 500 مصارع فردي طبقاً لتصنيف PWI 500 في عام 2020
  - حصل أورتيز على المرتبة رقم 128 من بين أفضل 500 مصارع فردي طبقاً لتصنيف PWI 500 في عام 2020
  - حصل هاجر على المرتبة رقم 176من بين أفضل 500 مصارع فردي طبقاً لتصنيف PWI 500 في عام 2020
- النشرة الإخبارية للمصارعة
  - مصارع العام (2019) - جيركو [20] [21]
  - أفضل في المقابلات (2019) - جيركو [20]
  - الولايات المتحدة / كندا أم في بي (2019) - جيركو [21]
  - الأكثر كاريزما (2019) - جيركو [21]
  - صاحب أفضل سجل أنتصارات (2019) - جيركو [21]
  - الأكثر جاذبية (2020) - إم جي أف